# Haemorhous mexicanus
Haemorhous mexicanus là một loài chim trong họ Fringillidae.